# Hommersåk
Hommersåk is een plaats in de Noorse gemeente Sandnes, provincie Rogaland. Hommersåk telt 5817 inwoners (2007) en heeft een oppervlakte van 2,49 km².